# Liga Española de Baloncesto 1972-1973
La Liga Española de Baloncesto 1972-1973 è stata la 17ª edizione del massimo campionato spagnolo di pallacanestro maschile. La vittoria finale è stata ad appannaggio del Real Madrid.

## Risultati

### Stagione regolare
|     | Squadra                | G  | V  | N | P  | PF    | PS    | P.ti | Qualificazione                    |
| --- | ---------------------- | -- | -- | - | -- | ----- | ----- | ---- | --------------------------------- |
| 1.  | Real Madrid            | 30 | 30 | 0 | 0  | 2.727 | 1.824 | 60   |                                   |
| 2.  | Juventud Badalona      | 30 | 25 | 2 | 3  | 2.471 | 1.976 | 52   |                                   |
| 3.  | Barcellona             | 30 | 22 | 2 | 6  | 2.339 | 2.170 | 46   |                                   |
| 4.  | Estudiantes            | 30 | 17 | 1 | 12 | 2.339 | 2.170 | 35   |                                   |
| 5.  | Filomatic Picadero     | 30 | 15 | 0 | 15 | 2.194 | 2.081 | 30   |                                   |
| 6.  | Kas                    | 30 | 15 | 0 | 15 | 2.452 | 2.425 | 30   |                                   |
| 7.  | CD Manresa             | 30 | 14 | 1 | 15 | 2.249 | 2.182 | 29   |                                   |
| 8.  | UDR Pineda             | 30 | 13 | 2 | 15 | 2.068 | 2.226 | 29   |                                   |
| 9.  | CD Mataró              | 30 | 12 | 1 | 17 | 2.101 | 2.384 | 25   |                                   |
| 10. | CD Vasconia            | 30 | 12 | 0 | 18 | 2.047 | 2.119 | 24   |                                   |
| 11. | Vallehermoso OJE       | 30 | 11 | 1 | 18 | 2.226 | 2.398 | 23   |                                   |
| 12. | Sant Josep Badalona    | 30 | 11 | 0 | 19 | 2.007 | 2.209 | 22   | spareggi retrocessione/promozione |
| 13. | Breogán                | 30 | 11 | 0 | 19 | 2091  | 2470  | 22   | spareggi retrocessione/promozione |
| 14. | RC Náutico de Tenerife | 30 | 10 | 1 | 19 | 2002  | 2210  | 21   | spareggi retrocessione/promozione |
| 15. | CB Manresa             | 30 | 9  | 1 | 20 | 1899  | 2363  | 19   | retrocesse in Segunda División    |
| 16. | Águilas de Bilbao      | 30 | 7  | 0 | 23 | 1853  | 2273  | 14   | retrocesse in Segunda División    |

| Liga Española de Baloncesto 1972-1973 |
| ------------------------------------- |
| Real Madrid 15º titolo                |

### Spareggi retrocessione/promozione
| Squadra 1                  | Totale  | Squadra 2           | Andata | Ritorno |
| -------------------------- | ------- | ------------------- | ------ | ------- |
| La Salle Josepets          | 126–166 | Sant Josep Badalona | 56–72  | 70–90   |
| CB Universidad de Canarias | 137-167 | Breogán             | 71–71  | 66–96   |
| RC Náutico de Tenerife     | -       | Real Canoe          |        |         |

## Formazione vincitrice
| N° | Naz.                      | Ruolo | Sportivo              |  | Alt. |  |
| -- | ------------------------- | ----- | --------------------- |  | ---- |  |
| 4  | Spagna (bandiera)         | AP    | Wayne Brabender       |  | 193  |  |
| 5  | Spagna (bandiera)         | P     | Vicente Ramos         |  | 180  |  |
| 6  | Spagna (bandiera)         | C     | Cristóbal Rodríguez   |  | 202  |  |
| 7  | Spagna (bandiera)         | P     | Carmelo Cabrera       |  | 183  |  |
| 8  | Spagna (bandiera)         | AP    | Vicente Paniagua      |  | 194  |  |
| 9  | Spagna (bandiera)         | A     | José Merino           |  |      |  |
| 10 | Spagna (bandiera)         | AP    | Emiliano Rodríguez    |  | 191  |  |
| 11 | Spagna (bandiera)         | P     | Juan Antonio Corbalán |  | 184  |  |
| 12 | Spagna (bandiera)         | C     | Rafael Rullán         |  | 207  |  |
| 13 | Spagna (bandiera)         | C     | Clifford Luyk         |  | 202  |  |
| 14 | Spagna (bandiera)         | C     | Alberto Viñas Jané    |  |      |  |
| 15 | Germania Ovest (bandiera) | C     | Norbert Thimm         |  | 205  |  |
|    | Spagna (bandiera)         | All.  | Pedro Ferrándiz       |  |      |  |